# Valor (ética)
En el ámbito de la ética, el valor es una propiedad de todos los objetos incluidos los objetos físicos como también de los objetos abstractos de poseer un grado de importancia o relevancia y en este sentido son estimables, por ejemplo, la amistad, la tolerancia, respeto, etc.
El valor ético de algo nota su grado de importancia, con el objetivo de determinar qué acción o vida es mejor realizar o vivir, o por lo menos un intento de describir el valor de distintas acciones. Puede ser descrito como tratando a las acciones mismas como objetos abstractos, asignándoles valor a ellas. Trata sobre la conducta correcta y el estilo de vida, en el sentido total de uno mismo que una acción que posee mucho valor o un valor relativamente elevado puede ser considerada "buena" desde un punto de vista ético en el sentido de un adjetivo, y una acción que posee un valor bajo o por lo menos bajo en sentido relativo puede ser considerada "mala". En los valores éticos hay ejemplos de afirmaciones como: El vecino es generoso, hay que cumplir con las promesas, los perros abandonados necesitan tener dueño, etc.
La teoría del valor constituye una rama esencial dentro de la ética encargada del estudio de aquello que es positivo o negativo, términos que pueden definirse respectivamente como "valor" y "desvalor". Estos conceptos resultan centrales en la reflexión filosófica ya que permiten distinguir entre lo que es bueno en sí mismo y lo que es bueno de manera instrumental, es decir, cuando algo es valioso porque facilita o permite la consecución de otros fines que poseen un valor intrínseco. Por ejemplo, mientras la felicidad puede considerarse un valor en sí mismo, el dinero tiene un valor meramente instrumental en tanto que posibilita adquirir bienes o servicios que contribuyen al bienestar individual o colectivo. 
Este ámbito de estudio también plantea la diferenciación entre valores intrínsecos y extrínsecos entendiendo los primeros como aquellos que son valiosos por sus propias características independientes de cualquier relación con otras entidades, y los segundos como aquellos que derivan su valor de factores externos como las relaciones o efectos que producen. 
En cuanto a los receptores de valor, las teorías éticas sugieren que tanto las entidades subjetivas como las impersonales pueden recibirlo. Las entidades subjetivas, como los seres conscientes, son capaces de experimentar bienestar o sufrimiento y son el foco principal de muchas teorías centradas en el interés de los individuos. Sin embargo, algunas posiciones defienden que ciertas características o entidades impersonales como la belleza, la complejidad o la armonía también son valiosas, aunque no tengan un impacto directo en un ser consciente. Asimismo, se ha argumentado que entidades colectivas como las naciones o incluso el universo en su totalidad pueden poseer valor. La relación entre el valor positivo y el desvalor es un tema debatido intensamente, especialmente en las axiologías centradas en el sufrimiento que sostienen que la reducción del desvalor debe priorizarse por encima de la promoción del bienestar positivo. Estas perspectivas destacan que el sufrimiento constituye un desvalor fundamental que no puede ser compensado por ningún nivel de placer o disfrute, especialmente en casos de sufrimiento extremo.
Otra dimensión importante en la teoría del valor es si este puede existir de forma absoluta, independiente de cualquier receptor, o si es siempre relativo a alguien o algo. Por ejemplo, se ha discutido si características como la belleza en un planeta inhabitado poseen valor intrínseco o si dicho valor depende de la existencia de entidades que lo aprecien. En este sentido, el debate entre el valor relativo y el absoluto sigue siendo una cuestión abierta que refleja la diversidad de posturas filosóficas en torno al valor. Según Moore (1903) y otras perspectivas contemporáneas, hay argumentos para considerar valores absolutos mientras que autores como Geach (1956) han cuestionado la posibilidad de valores independientes de cualquier receptor. Finalmente, la teoría del valor es complementaria a la ética normativa que, en lugar de examinar qué cosas son valiosas, se ocupa de determinar cómo debemos actuar, lo cual plantea una relación intrínseca entre lo que es bueno y lo que es correcto aunque ambos ámbitos puedan ser analizados por separado.
Qué es lo que hace que una acción sea valorada a su vez depende de los valores éticos de los objetos que ella aumenta, disminuye o altera. Un objeto con un "valor ético" puede ser identificado como "ético o filosóficamente bueno" (en el sentido de un sustantivo).
El significado de los valores morales es bastante universal, pero la forma en que se adquieren y experimentan forma parte de la personalidad del individuo y está muy limitada, especialmente por el entorno familiar y la educación. 

## Absoluto y relativo
El relativismo considera que los valores son relativos y difieren entre personas así como entre personas de diferentes culturas. Por otro lado, existen teorías de la existencia de valores absolutos, que también pueden denominarse valores nouménicos. Un valor absoluto puede describirse como filosóficamente absoluto e independiente de los puntos de vista individuales y culturales, así como independiente de si es conocido o aprehendido o no.
Ludwig Wittgenstein era pesimista hacia la idea de que alguna vez se produciría una elucidación con respecto a los valores absolutos de acciones u objetos: «Podemos hablar todo lo que queramos sobre 'la vida' y 'su significado', y creer que lo que decimos es importante. Pero estas no son más que expresiones y nunca pueden ser hechos, resultado de una tendencia de la mente y no el corazón o la voluntad».